# 二氯化钒杂-3,5-二硫杂均三嗪
二氯化钒杂-3,5-二硫杂均三嗪是一种无机化合物，化学式为{VCl2(S2N3)}n，它可由四氮化四硫和过量的四氯化钒在二氯甲烷中反应制得，或由三氯氧钒和三氯化三硫杂均三嗪反应得到。它和四苯基氯化𬬹反应，可以得到(Ph4As)2[VCl3(N3S2)]2。它和三甲基溴硅烷反应，可以得到VBr2(S2N3)。